# Mario Jurić
Mario Jurić, hrvaški astronom in astrofizik, * 9. februar 1979, Zagreb, Hrvaška.

## Delo
Mario Jurič je odkritelj 125-ih asteroidov. Odkril je tudi komet 183P/Korlević-Jurić. Sodeloval je pri odkritju Sloanove velike stene, ki je največja znana struktura v Vesolju.